# 子安光樹
子安 光樹（こやす こうき、1994年1月9日 - ）は、日本の男性声優。東京都出身。ティーズファクトリー所属。
父は同じく声優の子安武人。

## 略歴
声優になろうと思ったきっかけは、父が声優として活躍していたため、憧れていた部分はあったという。両親は「お前は普通に会社員になって楽に生きてよ」と言ってくれていたが、ゲーム、アニメが好きだったため、結果的に声優になった。
慶應義塾大学理工学部西研究室第10期生卒業。
同時に声優になると決めており、大学院への推薦までもらっていたため、その時は親に「声優になるならもっと早く言えよ」と言われていた。
2020年3月13日に公開された『デュエル・マスターズ』のPR動画にて、父・武人と初共演を果たした。同年4月には親子でラジオ冠番組『武人・光樹のKOYASU RADIO』を担当した。
2020年5月5日、父の誕生日に合わせ、父が代表取締役社長を務めるティーズファクトリーの公式サイトが公開され、同時にプロフィールが公開された。

## 人物
趣味としてゲームとギター、特技として弓道とルービックキューブをそれぞれ挙げている。
名前に関して父の武人は「もともとは"子安は高貴だ"というシャレから来ているんです（笑）」としているが、それでは「いくらなんでもね（笑）」と、読みは残して「（武人の）妻の父親と（武人の）母親に由来する文字」を当てはめたという。

## 出演

### テレビアニメ
2019年
- 八月のシンデレラナイン（中学生男子、蔵元中央シニア選手）
- Fate/Grand Order -絶対魔獣戦線バビロニア-（カルデア職員）

2020年
- 地縛少年花子くん（藤くん、男子生徒A）
- アラド:逆転の輪（ロイ・ザ・バーニングペン）
- 100万の命の上に俺は立っている（2020年 - 2021年、野村、マカヒ） - 2シリーズ

2021年
- オルタンシア・サーガ（カメリア兵、教会騎士、オルタンシア兵、王国騎士）
- Re:ゼロから始める異世界生活（二代目ロズワール）

2022年
- よふかしのうた（2022年 - 2025年、カイ） - 2シリーズ

2023年
- 暴食のベルセルク（ルーク・バルバトス）

2024年
- 鬼滅の刃 柱稽古編
- 出来損ないと呼ばれた元英雄は、実家から追放されたので好き勝手に生きることにした（カーティス）
- シャドウバースF（オマスの友達）
- ダンダダン（男子生徒A）

2025年
- 君のことが大大大大大好きな100人の彼女（研究者C）
- キミと僕の最後の戦場、あるいは世界が始まる聖戦 Season II（精霊使いA）

### 劇場アニメ
- 劇場版 イナズマイレブン 新たなる英雄たちの序章（2024年、小谷翔）
- 劇場版 鬼滅の刃 無限城編 第一章 猗窩座再来（2025年）

### ゲーム
2020年
- メギド72（2020年 - 2023年、タナトス）

2021年
- ヴァルキリーアナトミア -ジ・オリジン-（白月のジークフリート）
- バディミッション BOND（フウガ〈幼少期〉）
- Caligula2（サブキャスト）

2023年
- ファイアーエムブレム エンゲージ（ピネ）
- 超探偵事件簿 レインコード（研究員、降ってきた男）
- SUSHI BEN
- Tower of Fantasy（幻塔）（寒露）

2024年
- 百英雄伝（リード）
- 妖怪ウォッチ ぷにぷに（2024年 - 2025年、デスブラック、月の精霊 黄昏）

### 吹き替え

#### アニメ
- ネコのクラちゃん Ordinary days（2025年、林信玄[27]）

### ラジオ番組
※はインターネット配信
- 武人・光樹のKOYASU RADIO（2020年 - 、ラジ友※）[5]

### テレビ番組
- オールナイト声優フジ-ALLNIGHT SAY YOU FUJI-（2021年1月）[28]

### 朗読
- LIVE DRAMA「Double Dare Stories -side MESH-」（2019年3月30日、烏山区民会館）[29]

### ボイスコミック
- 高良くんと天城くん（2022年、山崎[30]）
- 先輩、断じて恋では!（2022年、山田）
- 二度目の異世界、少年だった彼は年上騎士になり溺愛してくる（2022年、レイヴァン[31]）

### その他コンテンツ
- 超かんたん!きっとわかる デュエル・マスターズ（しげるくん[2]）
- アウトリ（2024年、三風千晶[32]）

### シリーズ一覧
1. ↑  第1シーズン（2020年）、第2シーズン（2021年）
2. ↑  Season1（2022年）、Season2（2025年）